# アイス・ウォーズ
アイス・ウォーズ（Ice Wars）―World Ice Figure Skating Challenge は、毎年11月にアメリカ合衆国で行われるプロフィギュアスケートの団体戦。

## 概要
1994年から毎年一回開催されている。会場は常にアメリカ国内であり、アメリカチームとワールドチームで団体戦を行う年が多いが、対戦形式は毎年のように変更されている。2005年は男子VS女子の団体戦であったり、2人ずつ続けて滑らせてそれから採点を行ったりして対決色をより強めたり、「対戦」であることのエンターテイメント性を強く打ち出しているプロフィギュア大会であり、この大会に出場することはプロ活動を行うということであり、実質アマチュア資格を失うことでもある。

## 競技内容
テクニカルプログラムとアーティスティックプログラムを行う。
7人のジャッジが10点満点で採点し、一番低い点数と一番高い点数をカットして、残りを合計する。テクニカルプログラムはそれがそのまま得点となり、アーティスティックプログラムはそれを2倍したものが得点となる。

## 備考
2001年大会はアメリカ同時多発テロを受け、ワールド・アイス・チャレンジ（World Ice Challenge）と銘打って開催された。
過去には佐藤有香が6回出場している。2006年大会には日本から荒川静香が初参加し、世界選抜チームの優勝に貢献した。

## 競技結果
| 開催日           | 開催地             | 勝ち | 負け |
| ---------------- | ------------------ | --- | --- |
| 1994年11月9日    | ユニオンデール     | アメリカチーム クリスティー・ヤマグチ ナンシー・ケリガン ブライアン・ボイタノ ポール・ワイリー                                                                                           | 世界選抜チーム カタリナ・ヴィット オクサナ・バイウル カート・ブラウニング ヴィクトール・ペトレンコ                                                                               |
| 1994年11月12日   | プロビデンス       | アメリカチーム クリスティー・ヤマグチ ナンシー・ケリガン ブライアン・ボイタノ ポール・ワイリー                                                                                           | 世界選抜チーム カタリナ・ヴィット オクサナ・バイウル カート・ブラウニング ヴィクトール・ペトレンコ                                                                               |
| 1995年11月       | ユニオンデール     | アメリカチーム クリスティー・ヤマグチ ナンシー・ケリガン ブライアン・ボイタノ ポール・ワイリー                                                                                           | 世界選抜チーム エリザベス・マンリー オクサナ・バイウル カート・ブラウニング ヴィクトール・ペトレンコ                                                                             |
| 1996年11月16日   | タンパ             | アメリカチーム ロザリン・サムナーズ ジル・トレナリー カリン・カダヴィ スコット・ハミルトン ポール・ワイリー ブライアン・ボイタノ                                                         | 世界選抜チーム カタリナ・ヴィット 佐藤有香 エリザベス・マンリー カート・ブラウニング ヴィクトール・ペトレンコ ヨゼフ・サボフチク                                                 |
| 1997年11月15日   | オールバニ         | 世界選抜チーム カタリナ・ヴィット オクサナ・バイウル 佐藤有香 カート・ブラウニング ヴィクトール・ペトレンコ ヨゼフ・サボフチク                                                           | アメリカチーム ナンシー・ケリガン ロザリン・サムナーズ カリン・カダヴィ ポール・ワイリー ルディ・ガリンド ブライアン・ボイタノ                                                   |
| 1998年11月18日   | オールバニ         | アメリカチーム ブライアン・ボイタノ ルディ・ガリンド ナンシー・ケリガン タラ・リピンスキー                                                                                               | 世界選抜チーム ヴィクトール・ペトレンコ フィリップ・キャンデロロ オクサナ・バイウル スルヤ・ボナリー                                                                             |
| 1999年11月3、4日 | バトンルージュ     | アメリカチーム ルディ・ガリンド トニア・クワイトコウスキー タラ・リピンスキー クリスティー・ヤマグチ ブライアン・ボイタノ スコット・デイヴィス メノー & サンド組 プンサラン & スワロー組 | 世界選抜チーム オクサナ・バイウル スルヤ・ボナリー 佐藤有香 カート・ブラウニング フィリップ・キャンデロロ アレクセイ・ウルマノフ ベッツェル & シュトイアー組 ウソワ & プラトフ組 |
| 2000年11月9日    | ウィルクスバール   | 世界選抜チーム カート・ブラウニング フィリップ・キャンデロロ カタリナ・ヴィット スルヤ・ボナリー                                                                                         | アメリカチーム ニコール・ボベック ルディ・ガリンド クリスティー・ヤマグチ ブライアン・ボイタノ                                                                                   |
| 2001年11月8日    | ウィルクスバール   | アメリカチーム タラ・リピンスキー ルディ・ガリンド クリスティー・ヤマグチ ブライアン・ボイタノ                                                                                           | 世界選抜チーム カート・ブラウニング フィリップ・キャンデロロ スルヤ・ボナリー 佐藤有香                                                                                           |
| 2002年11月14日   | マンチェスター     | アメリカチーム タラ・リピンスキー ニコール・ボベック スコット・ハミルトン ブライアン・ボイタノ                                                                                           | 世界選抜チーム イリヤ・クーリック カート・ブラウニング スルヤ・ボナリー マリア・ブッテルスカヤ                                                                                   |
| 2003年11月13日   | オールバニ         | 世界選抜チーム イリヤ・クーリック ヴィクトール・ペトレンコ オクサナ・バイウル ベレズナヤ & シハルリドゼ組                                                                                | 北米チーム ニコール・ボベック ブライアン・ボイタノ カート・ブラウニング サレー & ペルティエ組                                                                                    |
| 2004年11月19日   | チャールストン     | 世界選抜チーム アレクセイ・ヤグディン カート・ブラウニング オクサナ・バイウル 佐藤有香                                                                                                   | アメリカチーム ニコール・ボベック クリスティー・ヤマグチ トッド・エルドリッジ ブライアン・ボイタノ                                                                               |
| 2005年11月17日   | ピオリア           | 男子プロチーム カート・ブラウニング アレクセイ・ヤグディン ブライアン・ボイタノ エルビス・ストイコ                                                                                       | 女子プロチーム マリア・ブッテルスカヤ 佐藤有香 ナンシー・ケリガン オクサナ・バイウル                                                                                             |
| 2006年11月2日    | ホフマンエステイツ | 世界選抜チーム カート・ブラウニング アレクセイ・ヤグディン 荒川静香 オクサナ・バイウル                                                                                                   | アメリカチーム ブライアン・ボイタノ マイケル・ワイス ローリー・バーガート アンジェラ・ニコディノフ                                                                               |